# Alwal-Nationalpark
Der Alwal-Nationalpark (englisch Alwal National Park) ist ein etwa 425 Quadratkilometer großer Nationalpark auf der Cape York Peninsula in Queensland, Australien. Der Park wird von den Aborigines zusammen mit der Nationalparkverwaltung von Queensland unter der Bezeichnung Cape York Peninsula Aboriginal Land (CYPAL) verwaltet.

## Lage
Der Park befindet sich in der Region Far North Queensland. Er liegt etwa 180 Kilometer westlich von Cooktown und 380 Kilometer nordöstlich von Normanton. Zu erreichen ist er über die Peninsula Developmental Road, westlich des Hann River Roadhouse etwa 100 Kilometer nordwestlich von Laura. Zum Nationalpark selbst gibt es weder eine Zufahrt noch Besuchereinrichtungen.

## Geländeformen
Felsabbrüche, hügeliges Flachland, saisonale Überschwemmungsgebiete und Flecken mit Kletterpflanzendickicht sind einige der Vegetationsarten die im Nationalpark geschützt werden. Der westliche Teil des Parks liegt am Oberlauf des Morehead River, der Richtung Rinyirru-Nationalpark weiterfließt.

## Flora und Fauna
Im Nationalpark liegen die Habitate von vielen bedrohten bzw. gefährdeten Pflanzen und Tieren, wie etwa dem Goldschultersittich (Psephotus chrysopterygius) auch Alwal genannt, den Namensgeber des Parks, das Kap-York-Felskänguru (Petrogale coenensis), der Fuchshabicht (Erythrotriorchis radiatus) und dem Riesenstorch (Ephippiorhynchus asiaticus).